# قتل‌های تک‌نگاره
قتل‌های تک‌نگاره (به انگلیسی The Monogram Murders) کتابی است در ژانر جنایی نوشته سوفی هانا نویسنده انگلیسی و اولین کتاب از سری جدید کتاب‌های هرکول پوآرو، شخصیت داستان‌های آگاتا کریستی، است. بعد از تصمیم خانواده آگاتا کریستی برای صدور اجازه استفاده از شخصیت هرکول پوآرو توسط سوفی هانا این کتاب برای اولین بار در سال ۲۰۱۴ منتشر شد.

## داستان
هرکول پوآرو که در یک شب پنج شنبه و به هنگام شام با دختر هراسانی در رستوران مواجه شده که نگران جان خودش است، از طریق دوست و هم‌خانه موقتش، ادوارد کچپول، که کارآگاه اسکاتلند یارد است، با موضوع سه قتل مشابه در هتل بلاکسم، یکی از هتل‌های مجلل لندن، مواجه می‌شود. پوآرو رابطه ای را بین داستان دختر هراسان، جنی، و قتل‌های هتل در می‌یابد. در دهان هر یک از سه مقتول هتل، دکمه سردستی قرار گرفته‌است که دارای تک نگاره‌های یکسانی هستند. پوآرو و کچپول برای پیدا کردن سرنخ این ماجرا به روستایی به نام گریت هولینگ می‌رسند که واقعه غریبی در ۱۶ سال قبل در آنجا رخ داده‌است.